# Kircheib

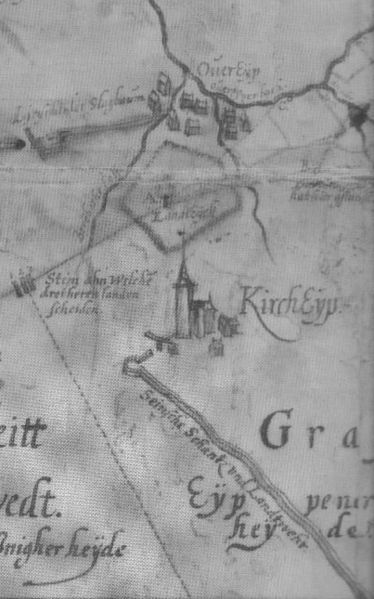
Eine alte Darstellung von Kircheip aus dem Jahr 1607 mit dem Dreiherrenstein

Kircheib ist eine Ortsgemeinde im Landkreis Altenkirchen (Westerwald) in Rheinland-Pfalz. Sie gehört der Verbandsgemeinde Altenkirchen-Flammersfeld an.

## Geographie
Kircheib ist ein Straßendorf an der Bundesstraße 8 zwischen Hennef (Sieg) und Altenkirchen. Es liegt am Rande der Leuscheid, einem Waldgebiet im nördlichen Rheinland-Pfalz. Einen Großteil des etwa 600 Hektar großen Ortes macht die sogenannte „Altenkirchen-Asbacher Hochfläche“ aus, die im Frühjahr und Herbst den Zugvögeln als Rastplatz dient.
Zur Gemeinde gehören außer dem namensgebenden Ort auch die Ortsteile Bleckhausen, Eckenbach, Grünewald, Neuenhof, Reisbitzen und Tente.
Unweit des Ortes, am Dreiherrenstein, verläuft die Grenze der (Land-)Kreise Altenkirchen, Neuwied und Rhein-Sieg.

## Geschichte
Die vermutlich erste urkundliche Erwähnung als Eipe (auch Eype) datiert aus dem Jahre 1268. Aus der gleichen Zeit sind eine kleine romanische Basilika und Reste der Motte Broichhausen, einer mittelalterlichen Fliehburg erhalten. Unterhalb Kircheibs bei Vierwinden grenzte die alte Grafschaft Sayn-Altenkirchen an das Herzogtum Berg und das Kurfürstentum Köln. Der Grenzpunkt Vierwinden war durch den „Dreiherrenstein“ kenntlich gemacht, der vor ein paar Jahren wieder neu errichtet wurde. In früheren Zeiten stießen hier auch drei Landwehren zusammen, die bergische, die kölnische und die saynische; davon zeugen noch die alten Landwehren, die früher bis an die Wehrkirche heranreichten. Die saynische Landwehr zog sich über die Eyper Heide in der Höhe von Bleckhausen über Neuenhof bis ins Mehrbachtal. Umfangreiche Reste von spätmittelalterlichen Wallanlagen im Bereich der sogenannten Kircheiber Heide (Naturschutzgebiet) an der Grenze zu Nordrhein-Westfalen (im Lindscheider Wäldchen an der heutigen Kreisgrenze) komplettieren die historischen Besonderheiten des Ortes auf einer Wasserscheide von Sieg und Wied.
1796 kam es um das Dorf zur Schlacht bei Kircheib zwischen Franzosen unter General Kléber und Österreichern unter General Kray. Der Bajonettkampf tobte auf dem „Köppchen“ östlich von Kircheib, wo heute die Straße in kurzem Anlauf zum großen Wald des Leuscheider Höhenrückens ansteigt.
Kircheib gehörte bis zum Beginn des 19. Jahrhunderts zur Grafschaft Sayn-Altenkirchen, von 1803/06 an zum Herzogtum Nassau und von 1815 an zum Königreich Preußen. Nach der damals neu gebildeten Verwaltungsstruktur gehörten die Ortschaften der heutigen Ortsgemeinde zur Bürgermeisterei Weyerbusch im Kreis Altenkirchen und zum Regierungsbezirk Koblenz. Kircheib mit den Ortschaften Eckenbach, Grünewald, Bleckhausen und Reisbitzen und Neuenhof mit den Ortschaften Burg, Röttgen und Tente waren zwei eigenständige Gemeinden. 1931 erhielt Kircheib eine eigene Poststelle der Klasse II im Bezirk des Postamts Asbach.
In Neuenhof wurde 1618 vermutlich Graf Friedrich III. von Wied geboren, der 1653 die Stadt Neuwied gründete.
Bevölkerungsentwicklung
Die Entwicklung der Einwohnerzahl von Kircheib, die Werte von 1871 bis 1987 beruhen auf Volkszählungen:
| Jahr | Einwohner |
| ---- | --------- |
| 1815 | 240       |
| 1835 | 257       |
| 1871 | 336       |
| 1905 | 331       |
| 1939 | 302       |
| 1950 | 334       |

| Jahr | Einwohner |
| ---- | --------- |
| 1961 | 376       |
| 1970 | 399       |
| 1987 | 400       |
| 1997 | 502       |
| 2005 | 543       |
| 2024 | 581       |

## Politik

### Gemeinderat
Der Gemeinderat in Kircheib besteht aus zwölf Ratsmitgliedern, die bei der Kommunalwahl am 9. Juni 2024 in einer Mehrheitswahl gewählt wurden, und dem ehrenamtlichen Ortsbürgermeister als Vorsitzendem.

### Bürgermeister
Lothar Bellersheim wurde am 9. Juli 2019 Ortsbürgermeister von Kircheib. Bei der Direktwahl am 26. Mai 2019 war er mit einem Stimmenanteil von 90,08 % gewählt worden. Bei der Direktwahl am 9. Juni 2024 wurde er als einziger Bewerber mit 94,5 % für weitere fünf Jahre wiedergewählt.
Bellersheim ist Nachfolger von Karl-Heinz Sterzenbach.

### Wappen
| Wappen von Kircheib | Blasonierung: „Von Silber über Rot geteilt und oben gespalten durch einen blauen Wellenpfahl, vorn ein eintürmiges, betagleuchtetes, schwarzes Kirchenwestwerk, hinten ein roter Balken, unten ein wachsender, blaugezungter und bewehrter goldener leopardierter Löwe.“ |
| Wappen von Kircheib | Wappenbegründung: Der Wellenpfahl steht symbolisch für den Eipbach. Das vordere Feld mit schwarzer Silhouette stellt den Kirchturm von Kircheib dar. Der rote Balken symbolisiert das Wappen der Edelherren von Ütgenbach. Im roten Schildfuß ist ein goldener saynischer Löwe mit blauer Zunge, blauen Krallen und Doppelschweif zu sehen. Die Farbe der Kirchturmsilhouette entspricht dem Kurkölner Kreuzes. Das Wappen wurde in Zusammenarbeit vom Heimatforscher Horst Weiß, Buchholz und Jost Hausmann (Landeshauptarchiv Koblenz) erarbeitet und am 9. Februar 2010 genehmigt. |

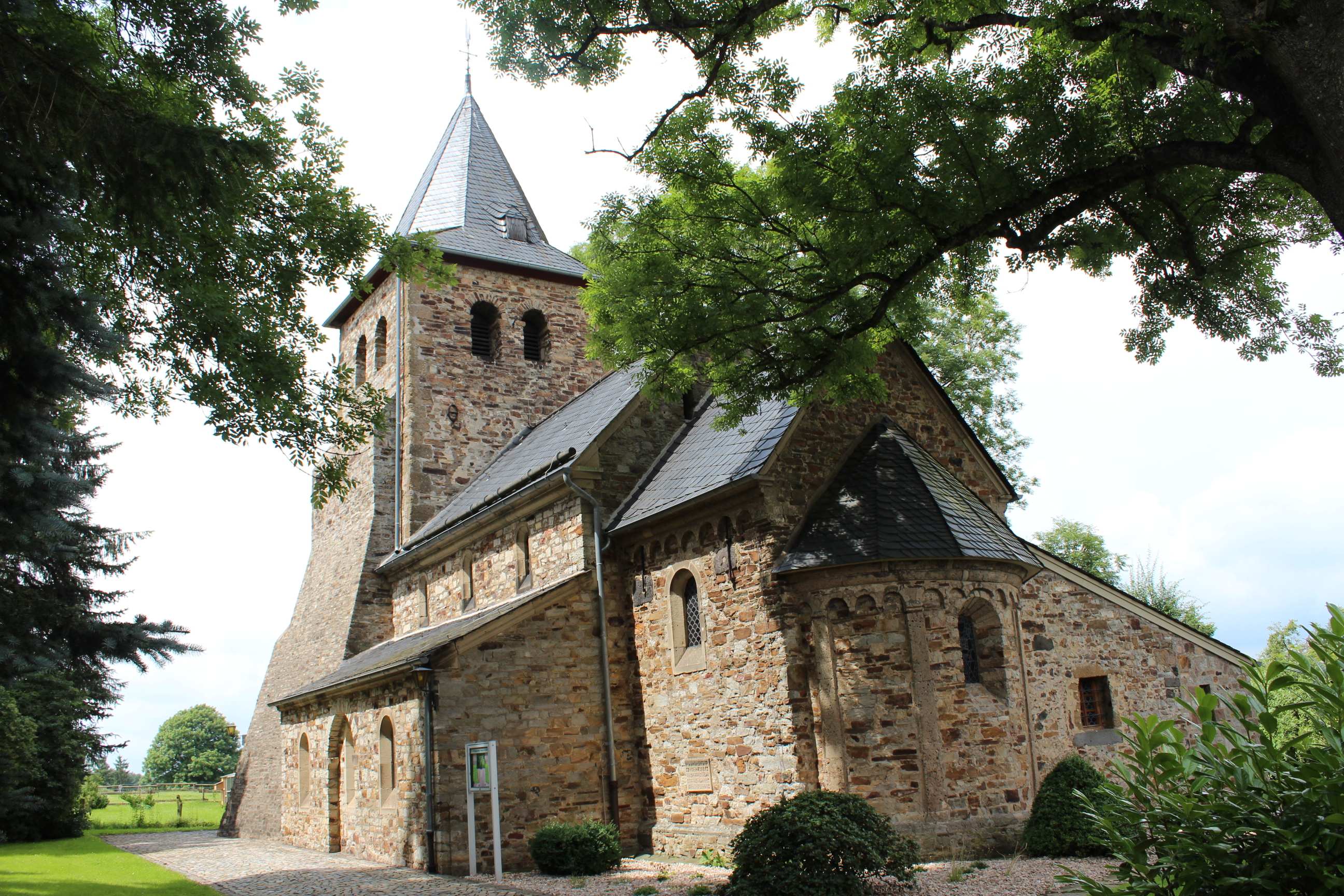
Evangelische Pfarrkirche in Kircheib

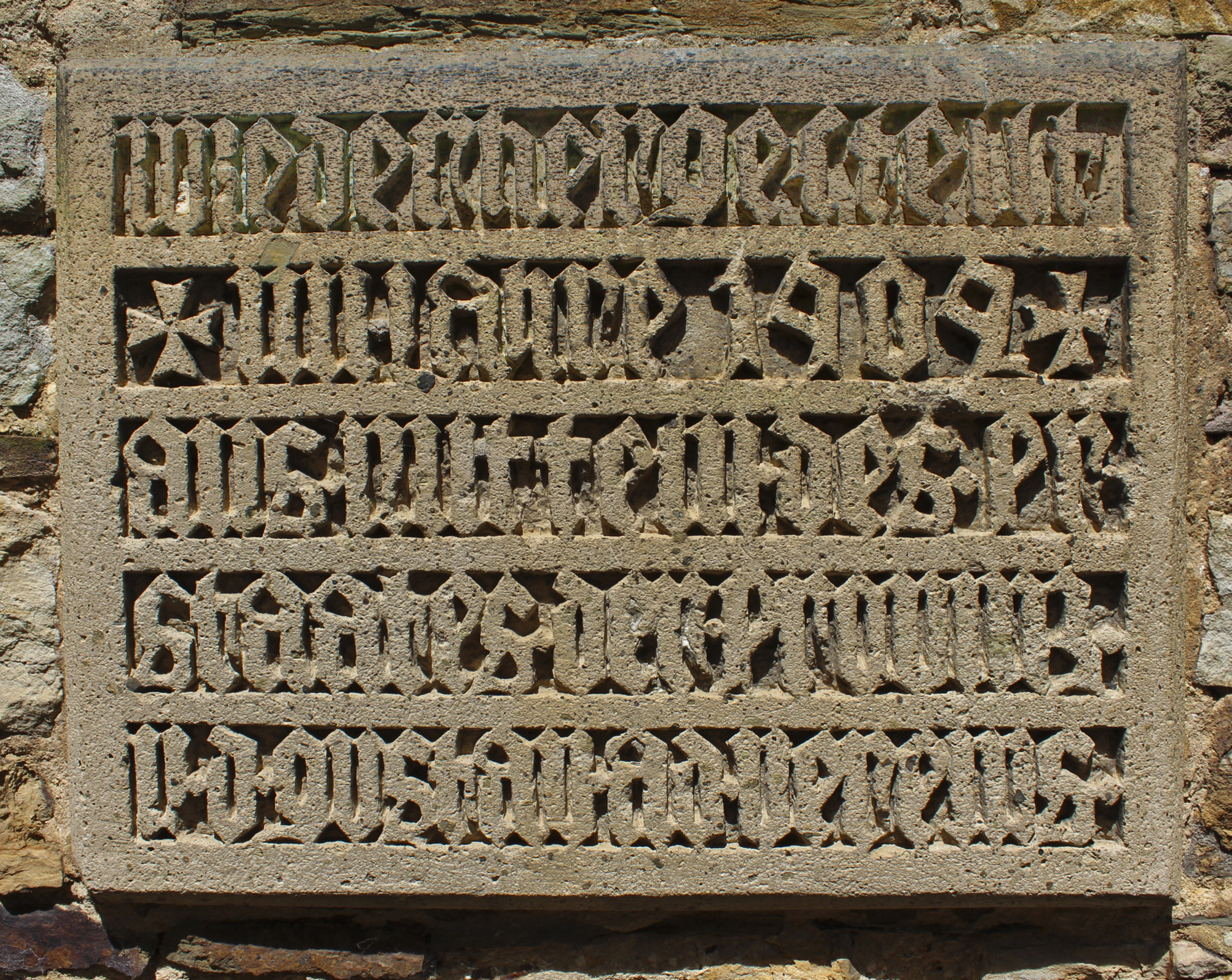
Inschrift an der Kirchenfassade

## Kultur und Sehenswürdigkeiten

### Sehenswürdigkeiten
- Die Evangelische Pfarrkirche in Kircheib ist eine romanische dreischiffige Basilika mit einem von einem Kreuzgratgewölbe überdeckten Altarraum. Sanierung und Wiederherstellung der Basilikaform von Architekt Ludwig Hofmann 1902.  Die Ursprünge der Kirche mit dem markanten Wehrturm liegen im 12. Jahrhundert. In der Reformationszeit wurde die Kirche protestantisch.[11] Im Jahre 1589 erscheint sie als Filiale von Mehren. Sie wurde 1879 von dort abgetrennt und der evangelischen Gemeinde Asbach (Landkreis Neuwied) unterstellt, zu der sie noch heute gehört.
- In der Kirche befindet sich ein alter romanischer Taufstein der aus dem Anfang des 13. Jahrhunderts stammt.
- Bei Kircheib erinnert ein Denkmal an den früheren Dreiherrenstein Meisenbach.
- Die Eibbach Quelle am Zeit-Reise-Weg.

### Vereine
- Pfingstclub Kircheib
- Backesverein

## Wirtschaft und Infrastruktur
In der Tradition als historischer Marktflecken an der Bundesstraße 8 ist der Haupterwerb der Bewohner auch heute noch von Handel und Handwerk geprägt. Bei einer Einwohnerzahl von nur etwa 500 Kircheibern haben sich dennoch mehr als 30 kleine und größere Betriebe angesiedelt.

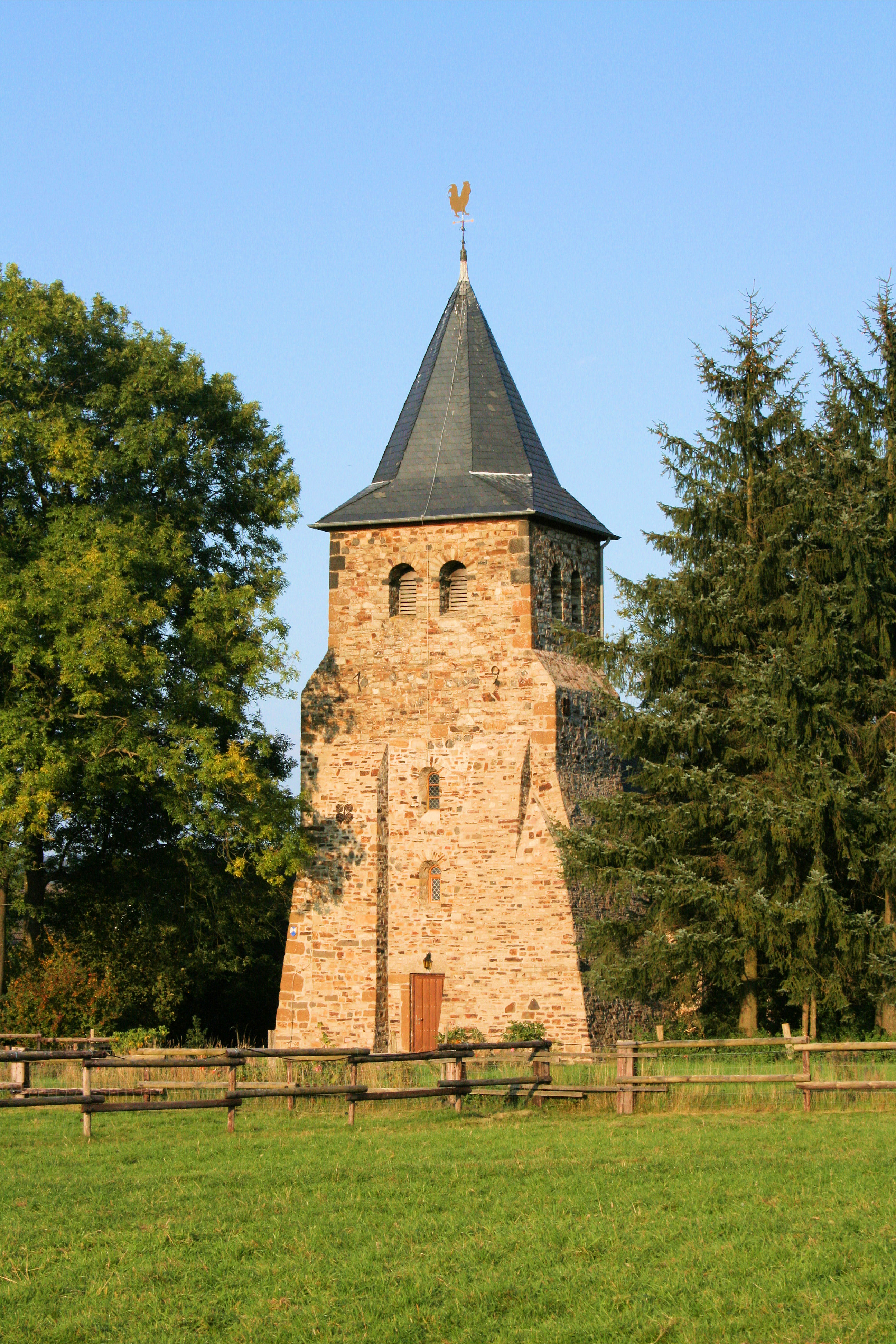
Die romanische Basilika aus dem 12. Jahrhundert war neben dem Eipbach namensgebend